# Asphodeline anatolica
Asphodeline anatolica är en grästrädsväxtart som beskrevs av Tuzlaci. Asphodeline anatolica ingår i släktet junkerliljor, och familjen grästrädsväxter. Inga underarter finns listade i Catalogue of Life.